# Aegolius funereus
Aegolius funereus (còn gọi là cú Boreal) là một loài chim trong họ Strigidae.

## Hình ảnh

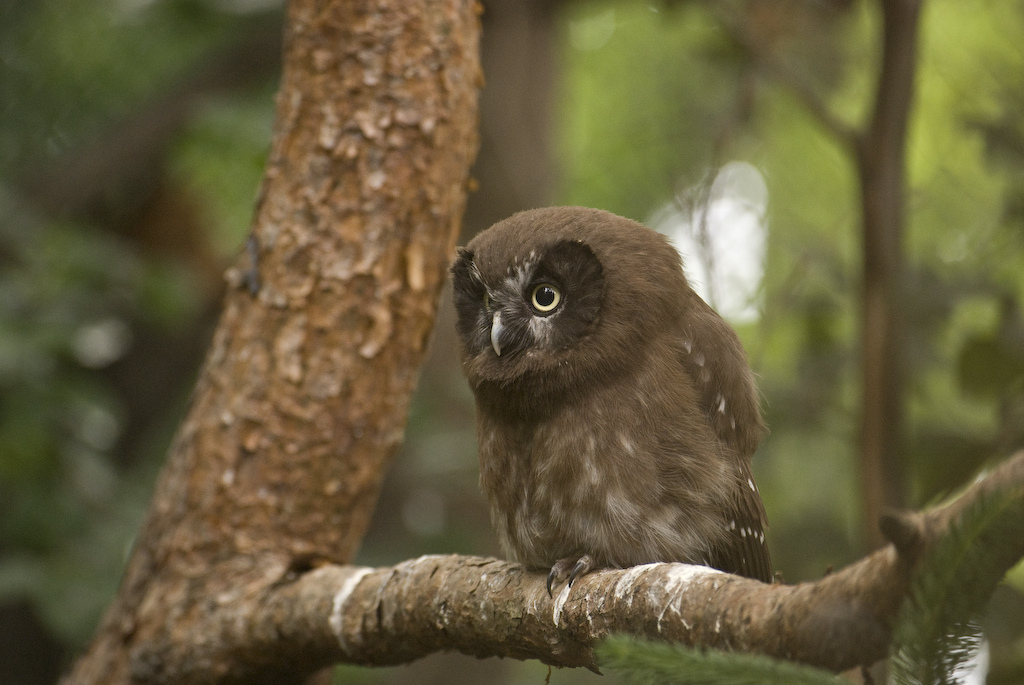
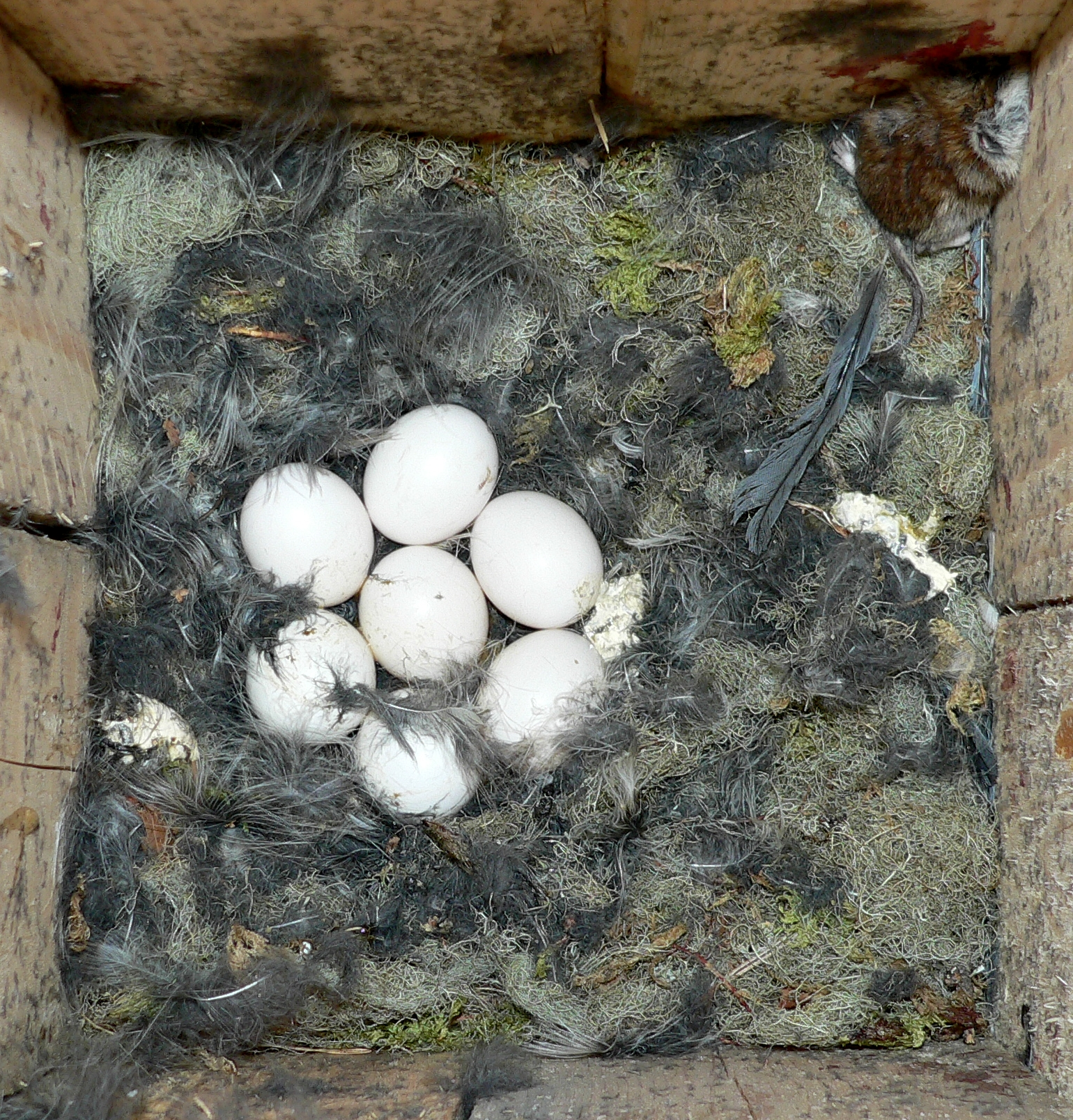
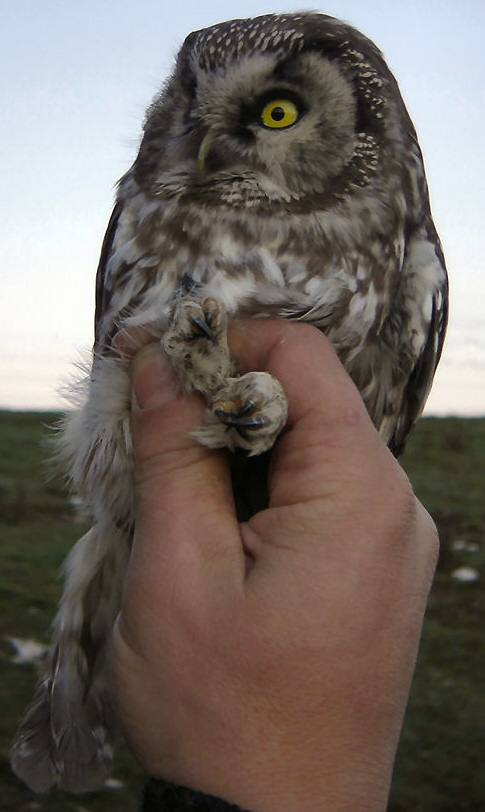
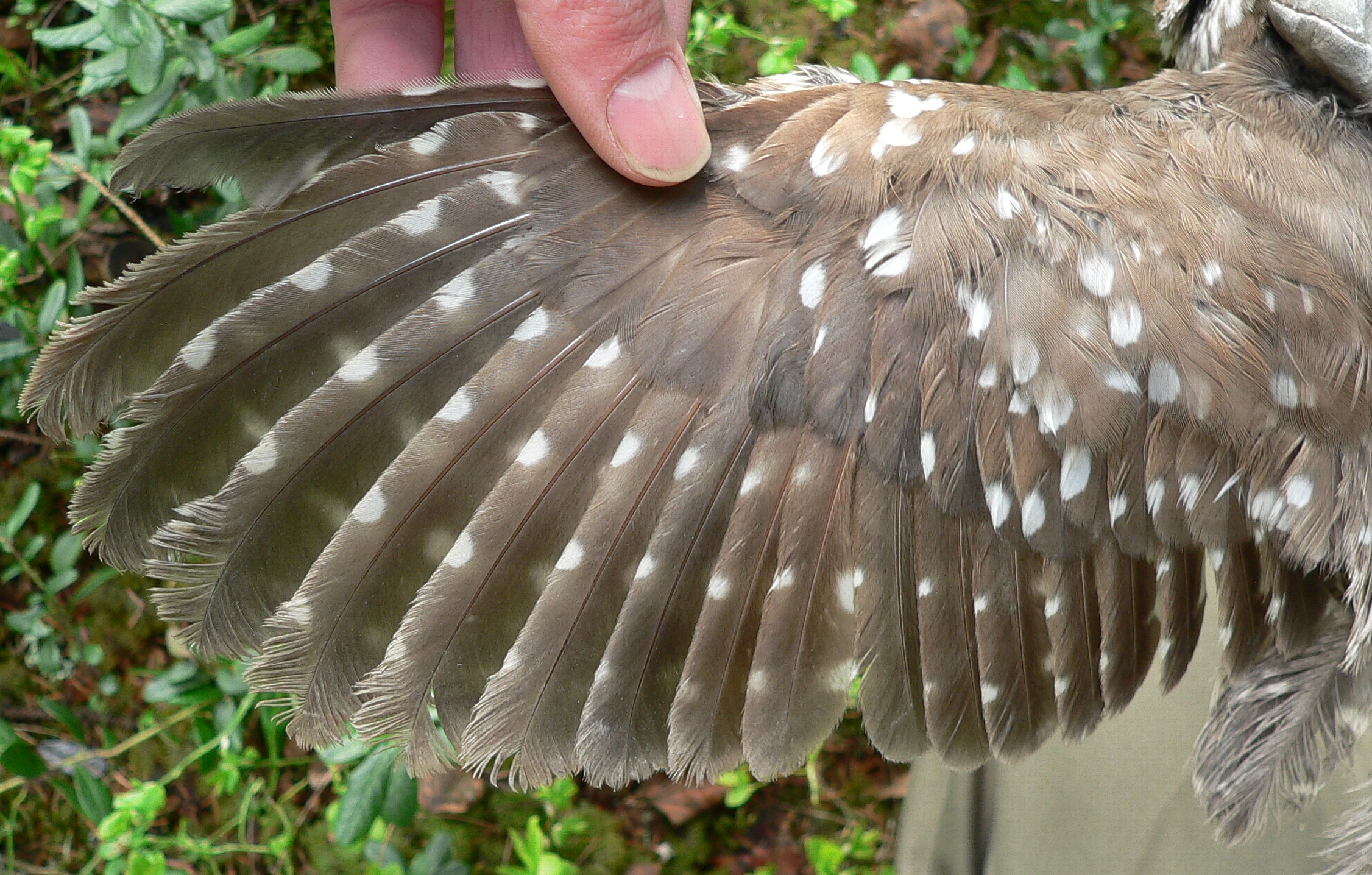